# Koryciańskie Turnie
Koryciańskie Turnie – zbudowane z wapieni i dolomitów turnie i turniczki na północnych zboczach doliny Wielkie Koryciska (jedna z zachodnich odnóg Doliny Chochołowskiej w Tatrach Zachodnich). W rejonie tym nie prowadzą żadne szlaki turystyczne, ponadto górna część Koryciańskich Turni znajduje się na obszarze ochrony ścisłej Koryciska. Na wysokości 1090 m n.p.m. znajduje się tutaj jaskinia Schron w Wielkich Koryciskach o korytarzach długości 7,5 m.